# Taris, roi de l'eau
Taris, roi de l'eau (o La Natation par Jean Taris) —Taris, rey del agua en español— es un documental francés en forma de cortometraje dirigido por Jean Vigo en 1931, sobre el campeón de natación Jean Taris.
El filme destaca fundamentalmente por las innovaciones técnicas empleadas por Vigo, como las tomas subacuáticas, los primeros planos y las imágenes a cámara lenta del cuerpo del nadador.